# A megállíthatatlan sárga jeti
A megállíthatatlan sárga jeti (eredeti cím: The Unstoppable Yellow Yeti) 2022-es koprodukció 2D-s számítógépes animációs vígjátéksorozat, amelyet Anttu Harlin és Joonas Utti alkotott.
Franciaországban 2022. május 14-én a Disney Channel, Finnországban a Yle Areena 2022 július 1-én, míg Magyarországon a Disney Channel mutatta be 2022. november 7-én.

## Cselekmény
A 12 éves szörfös fiú, Osmo kénytelen maga mögött hagyni régi életét, amikor apjával Wintertonba költözik, az északi sarkkörtől is északra, ahol egész évben havazik. Osmo és unokatestvére, Rita találkoznak egy Gustav nevű sárga jetivel, akivel kalandokba keverednek. A faluban rengeteg szigorú szabály van, köztük a szörnyek betiltása. Rita apja, Roman Chrome, a falu polgármestere gyűlöli a szörnyeket. Hogy elbújjon előle, Gustav különböző álruhákba öltözik.

## Szereplők
| Szereplők           | Eredeti hang         | Magyar hang   |
| ------------------- | -------------------- | ------------- |
| Gustav              | Trevor Dion Nicholas | Varga Rókus   |
| Osmo                | Rasmus Hardiker      | Czető Roland  |
| Rita                | Amy-Leigh Hickman    | Rigler Renáta |
| Chrome polgármester | Paul Tylak           | Fekete Zoltán |
| Ned                 | Cristopher Ragland   | Seder Gábor   |
| Lydia               | Harriet Carmichael   | Zakariás Éva  |

### Magyar változat
A szinkront az SDI Media Hungary készítette.
- Felolvasó: Schmidt Andrea
- Magyar szöveg: Szekeres Viktor
- Dalszöveg és zenei rendező: Császár Bíró Szabolcs
- Hangmérnők: Levacsics Péter
- Vágó: Schuták László
- Gyártásvezető: Derzsi Kovács Éva
- Szinkronrendező: Bartucz Attila
- Produkciós vezető: Orosz Katalin

## Epizódok

### 1. évad
| #   | #   | Eredeti cím                     | Magyar cím                          | Rendezte                         | Írta                          | Eredeti premier    | Magyar premier     |
| --- | --- | ------------------------------- | ----------------------------------- | -------------------------------- | ----------------------------- | ------------------ | ------------------ |
| 1.  | 1.  | Winterton is Coming             | Winterton közeleg                   | Joonas Utti                      | Reid Harrison                 | 2022. május 14.    | 2022. november 7.  |
| 1.  | 1.  | The First Supper                | Az első vacsora                     | Joonas Utti                      | David Stern                   | 2022. május 14.    | 2022. november 7.  |
| 2.  | 2.  | Long Time No Ski                | Rég nem síeltünk                    | Joonas Utti                      | David Lewman                  | 2022. május 14.    | 2022. november 8.  |
| 2.  | 2.  | Yeti as Yeti                    | Jeti, mint jeti                     | Joonas Utti                      | Gene Laufenberg               | 2022. május 14.    | 2022. november 8.  |
| 3.  | 3.  | Stink-erton                     | Bűz-erton                           | Joonas Utti                      | Nicole Paglia                 | 2022. május 15.    | 2022. november 9.  |
| 3.  | 3.  | Full Monster                    | Totál szörny                        | Joonas Utti                      | Jeff D'Elia                   | 2022. május 15.    | 2022. november 9.  |
| 4.  | 4.  | Rug Burn                        | Búcsú a szőnyegtől                  | Joonas Utti                      | Gene Laufenberg               | 2022. május 15.    | 2022. november 10. |
| 4.  | 4.  | Katz                            | Maccs                               | Joonas Utti                      | Anastasia Heinzl              | 2022. május 15.    | 2022. november 10. |
| 5.  | 5.  | Lady of the Lake                | A tó asszonya                       | Joonas Utti                      | Kristina Yee                  | 2022. május 21.    | 2022. november 11. |
| 5.  | 5.  | Pinesap Flood Day               | Fenyőgyanta-áradás nap              | Joonas Utti                      | Kate Boutilier                | 2022. május 21.    | 2022. november 11. |
| 6.  | 6.  | Royal Flush                     | Királyi ülőke                       | Joonas Utti                      | David Lewman                  | 2022. május 22.    | 2022. november 14. |
| 6.  | 6.  | Two Osmos Too Many              | Egy Osmóval több a kelleténél       | Joonas Utti                      | Gene Laufenberg               | 2022. május 22.    | 2022. november 14. |
| 7.  | 7.  | Sweaty Yeti                     | Izzadós jeti                        | Joonas Utti                      | David Lewman                  | 2022. május 28.    | 2022. november 15. |
| 7.  | 7.  | Pipey                           | Csövi                               | Joonas Utti                      | Neal Boushell                 | 2022. május 28.    | 2022. november 15. |
| 8.  | 8.  | Spring Fever                    | Tavaszi láz                         | Joonas Utti                      | Reid Harrison                 | 2022. május 29.    | 2022. november 16. |
| 8.  | 8.  | Momster                         | Szörny                              | Joonas Utti                      | Rebecca Hobbs                 | 2022. május 29.    | 2022. november 16. |
| 9.  | 9.  | Gondola with the Wind           | Elfújta a szél a gondolát           | Joonas Utti                      | Neal Boushell                 | 2022. június 4.    | 2022. november 17. |
| 9.  | 9.  | Let the Games Begin             | Kezdődjenek a játékok!              | Joonas Utti                      | David Stern                   | 2022. június 4.    | 2022. november 17. |
| 10. | 10. | Yeti Bear                       | Jetimaci                            | Joonas Utti                      | David Lewman                  | 2022. június 5.    | 2022. november 18. |
| 10. | 10. | Interneti Yeti                  | Interneti jeti                      | Joonas Utti                      | David Stern                   | 2022. június 5.    | 2022. november 18. |
| 11. | 11. | Pine-Saps                       | Gyanta pajtások                     | Joonas Utti                      | Gene Laufenberg               | 2022. június 11.   | 2022. november 21. |
| 11. | 11. | Art-Ache                        | Mű vész                             | Joonas Utti                      | Bec Hill                      | 2022. június 11.   | 2022. november 21. |
| 12. | 12. | Chromocracy                     | Chromokrácia                        | Joonas Utti                      | Reid Harrison                 | 2022. június 12.   | 2022. november 22. |
| 12. | 12. | Save the Date                   | Neves alkalom                       | Joonas Utti                      | Jeff D'Elia                   | 2022. június 12.   | 2022. november 22. |
| 13. | 13. | Beetleggers                     | Céklacsempészek                     | Joonas Utti                      | Baljeet Rai                   | 2022. november 19. | 2022. november 23. |
| 13. | 13. | Gustavella                      | Gustavella                          | Joonas Utti                      | Davey Moore                   | 2022. november 19. | 2022. november 23. |
| 14. | 14. | Yeti Delivery                   | Jeti szállítás                      | Joonas Utti                      | David Lewman                  | 2022. november 19. | 2023. február 27.  |
| 14. | 14. | Arm-A-Geddin                    | Aki kapja, marha                    | Joonas Utti                      | Rebecca Hobbs                 | 2022. november 19. | 2023. február 27.  |
| 15. | 15. | Rainbow Snow                    | Szivárvány hó                       | Joonas Utti                      | Reid Harrison                 | 2022. november 20. | 2023. február 28.  |
| 15. | 15. | Smitten Kitten                  | Cicózó cica                         | Joonas Utti                      | Rebecca Hobbs                 | 2022. november 20. | 2023. február 28.  |
| 16. | 16. | Monster Momma's Boy             | Szörnymama fiacskája                | Joonas Utti                      | Jeff D'Elia                   | 2022. november 20. | 2023. március 1.   |
| 16. | 16. | Pops'icle                       | Jégcsapu                            | Joonas Utti                      | Henry Gifford                 | 2022. november 20. | 2023. március 1.   |
| 17. | 17. | Timey Wimey Yellow Yeti         | Időbigyós sárga jeti                | Joonas Utti                      | Baljeet Rai                   | 2022. november 26  | 2023. március 2.   |
| 17. | 17. | Monster Swap                    | Szörnycsere                         | Joonas Utti                      | David Lewman                  | 2022. november 26  | 2023. március 2.   |
| 18. | 18. | Monster Mash-Up                 | Szörnykavar                         | Joonas Utti                      | Ashley Mendoza                | 2022. november 26  | 2023. március 3.   |
| 18. | 18. | A Necessary Weasel              | A menyét bosszúja                   | Luke Allen                       | Henry Gifford                 | 2022. november 26  | 2023. március 3.   |
| 19. | 19. | Fortune Hunters                 | Kincsvadászok                       | Luke Allen                       | Nicole Paglia                 | 2022. november 27. | 2023. március 6.   |
| 19. | 19. | Tree-Ta                         | Ri-Fa                               | Luke Allen                       | Kyle Hart                     | 2022. november 27. | 2023. március 6.   |
| 20. | 20. | The Thingy                      | Az ízé                              | Luke Allen                       | Jeff D'Elia                   | 2022. december 3.  | 2023. március 7.   |
| 20. | 20. | Something Rotten                | Valami bűzlik                       | Luke Allen és Jean-Michel Boesch | Henry Gifford                 | 2022. december 3.  | 2023. március 7.   |
| 21. | 21. | Secrets, Lies, and Monster Ties | Titkok hazugságok,szörnykötelékek   | Joonas Utti                      | Ashley Mendoza                | 2022. december 4.  | 2023. március 8.   |
| 21. | 21. | The Way of the Ukko             | Az ukko útja                        | Luke Allen                       | Tshepo Moche és Jeff D'Elia   | 2022. december 4.  | 2023. március 8.   |
| 22. | 22. | Wolverina                       | Rozsika                             | Jasmi Ritola és Luke Allen       | David Lewman                  | 2022. december 10. | 2023. március 9.   |
| 22. | 22. | Forget Me Yeti                  | Feledj, jeti!                       | Luke Allen és Jean-Michel Boesch | Baljeet Rai                   | 2022. december 10. | 2023. március 9.   |
| 23. | 23. | Wild Things                     | Vadságok                            | Jean-Michel Boesch               | Beata Harju                   | 2022. december 11. | 2023. március 10.  |
| 23. | 23. | Gotta Get Goosey                | Itt jön Gúnár                       | Joonas Utti                      | David Lewman                  | 2022. december 11. | 2023. március 10.  |
| 24. | 24. | Worst Wintertonian Ever         | Minden idők legrosszabb wintertonia | Bianca Ansems                    | Jeff D'Elia                   | 2022. december 17. | 2023. március 13.  |
| 24. | 24. | Hoop Happy                      | Boldogságkarika                     | Jean-Michel Boesch               | David Lewman                  | 2022. december 17. | 2023. március 13.  |
| 25. | 25. | Musical Monster Mania           | Zenés szörnyhepaj                   | Joonas Utti                      | Baljeet Rai és Ashley Mendoza | 2022. december 18  | 2023. március 14.  |

### Rövidfilmek: Winterton szabályai
| #   | #   | Eredeti cím                                                                                              | Magyar cím | Eredeti premier  | Magyar premier    |
| --- | --- | --- | --- | ---------------- | ----------------- |
| 1.  | 1.  | Fishing                                                                                                  | 94-es számú szabály: Lékhorgászat közben mindenkinek teljes csendben kell lennie                                                | 2022. július 4.  | 2023. június 19.  |
| 2.  | 2.  | Saunas                                                                                                   | 73-as számú szabály: A napi szaunázás kötelező                                                                                  | 2022. július 5.  | 2023. június 20.  |
| 3.  | 3.  | Weather                                                                                                  | 29-es számú szabály: Az esernyők használata szigorúan tilos. Kivéve persze, amikor esik az eső                                  | 2022. július 6.  | 2023. június 21.  |
| 4.  | 4.  | Swimming                                                                                                 | 13-as számú szabály: A jégúszás kötelező                                                                                        | 2022. július 7.  | 2023. június 22.  |
| 5.  | 5.  | Slipping                                                                                                 | 113-as számú szabály: Tilos a csúszkálás. Kiváltképp a születésnapomon                                                          | 2022. július 8.  | 2023. június 23.  |
| 6.  | 6.  | Climbing                                                                                                 | 110-es számú szabály: Minden wintertoni lakosnak meg kell másznia a Megmászhatatlan hegyet és piros zászlót kitűznie a csúcsára | 2022. július 9.  | 2023. június 26.  |
| 7.  | 7.  | Rule #33: All Wintertonians Must Try Urghickl!                                                           | 33-as számú szabály: Minden wintertoni lakosnak meg kell kóstolnia az örgikölt                                                  | 2022. július 10. | 2023. június 27.  |
| 8.  | 8.  | Rule #64A: Winterton Snow Shovel Rule                                                                    | 64-es A szabály: Minden wintertoni utat meg kell tisztítani a hótól                                                             | 2022. július 11. | 2023. június 28.  |
| 9.  | 9.  | Rule #243: Snowball Duel                                                                                 | 243-as számú szabály: Egy nézeteltérést tisztességes módon hógolyó párbajjal kell lerendezni                                    | 2022. július 12. | 2023. június 30.  |
| 10. | 10. | Rule #171 1/2: No Picnics Allowed During Weasel Season                                                   | 171 és feles számú szabály: Tilos a piknikezés a menyét idény alatt                                                             | 2022. július 13. | 2023. június 29.  |
| 11. | 11. | Rule 793: All Wintertonians Must Be Able to Play At Least One Musical Instrument - Banjos do not Qualify | 793-as számú szabály: Minden wintertoni lakosnak legalább egy hangszeren tudnia kell játszani                                   |                  | 2024. április 22. |

## A sorozat készítése
Anttu Harlin és Joonas Utti 2013-ban alapították meg cégüket, a Gigglebug Entertainmentet, és már a cég alapításának első évében elkezdték a sorozat címszereplőjének ötletelését. A következő évben meséltek az ötletükről egy Disney-alkalmazottnak, akivel Franciaországban találkoztak. Tetszett nekik az ötlet, és kérték, hogy lépjenek velük kapcsolatba, ha továbbfejlesztették. 2015-ben a Gigglebug Entertainment, a Disney EMEA és a Zodiak Kids Studios közösen kezdte el fejleszteni a sorozatot. A gyártása 2020 nyarán kezdődött. 2020 októberében hivatalosan is bejelentették a sorozat nemzetközi forgalmazási jogait. Ez volt az első alkalom, hogy a Disney eredeti műsort rendelt Finnországból. A sorozatot két éven keresztül készítették Finnországban, Kanadában, Franciaországban és az Egyesült Királyságban.
A sorozat főszereplőjét Utti gyerekkori barátja, Kike ihlette. Kike Costa Rica-i cserediák volt, aki Lappeenrantában, Utti otthonában lakott, és nagy hatással volt a 14 éves Uttira, aki magát introvertáltnak tartja. Kike megtörte a finn viselkedési tabukat, és megtanította Utti-t új szemszögből látni a világot.